# Louvières, Calvados
Louvières är en kommun i departementet Calvados i regionen Normandie i norra Frankrike. Kommunen ligger i kantonen Trévières som ligger i arrondissementet Bayeux. År 2018 hade Louvières 70 invånare.

## Befolkningsutveckling
Antalet invånare i kommunen Louvières
Referens: INSEE